# Фалман, Скотт
Скотт Эллиот Фалман (англ. Scott Elliot Fahlman; род. 21 марта 1948, Медайна, штат Огайо, США) — американский учёный-информатик. Профессор Университета Карнеги — Меллон. Известен работами в области автоматизированного планирования, семантической сети, нейронной сети и языка программирования Common Lisp (особенно CMU Common Lisp).

## Биография
Фалман получил степени бакалавра и магистра в Массачусетском технологическом институте в 1973 году и доктора философии, также в Массачусетском технологическом институте в 1977 году. Научным руководителем магистерской диссертации был Патрик Уинстон, а докторской — Джеральд Сассман. Также среди его учителей был Марвин Мински. Фалман был научным руководителем Дональда Коэна, Дэвида Б. Макдональда, Дэвида С. Турецкого, Скефа Уоли, Джастина Бояна, Майкла Уитброка и Алисии Триббл Сага.
Фалман является членом Ассоциации по развитию искусственного интеллекта.
С мая 1996 года по июль 2000 года Фалман был директором лаборатории Justsystem Pittsburgh Research Center.

## Создание смайлика
Фалман является автором первых смайликов, которые по его мнению, должны были попасть на доску объявлений университета Карнеги — Меллона, чтобы отличать серьёзные сообщения от шуток. Он предложил использовать :-) и :-( для этой цели. Исходное сообщение, из которого эти символы возникли, было размещено 19 сентября 1982 года. Сообщение было восстановлено Джеффом Бейрдом 10 сентября 2002 года и приводится ниже:

19-Sep-82 11:44    Scott E  Fahlman             :-)
From: Scott E  Fahlman <Fahlman at Cmu-20c>

I propose that the following character sequence for joke markers:

:-)

Read it sideways.  Actually, it is probably more economical to mark
things that are NOT jokes, given current trends.  For this, use

:-(